# Centrocestus asadai
Centrocestus asadai är en plattmaskart. Centrocestus asadai ingår i släktet Centrocestus och familjen Heterophyidae. Inga underarter finns listade i Catalogue of Life.